# Charles Schwab Corporation
Charles Schwab Corporation — банковская и брокерская компания, расположенная в Уэстлейк, Техас (до 2021 года в Сан-Франциско, Калифорния). Была основана в 1971 году Чарльзом Р. Швабом. Входит в список крупнейших банковских компаний США и является одной из крупнейших брокерских компаний в Соединенных Штатах. Компания предоставляет услуги для частных лиц и учреждений, которые инвестируют в Интернете. Компания предлагает электронную торговую платформу для покупки и продажи финансовых ценных бумаг, включая обыкновенные акции, привилегированные акции, фьючерсные контракты, биржевые фонды, опционы, взаимные фонды и инвестиции с фиксированным доходом. Также предоставляет маржинальное кредитование и услуги по управлению наличностью. Компания также предоставляет услуги через зарегистрированных инвестиционных консультантов.
Schwab работает в четырёх основных направлениях: инвестирование, управление капиталом, банковское дело и торговля. По состоянию на 31 декабря 2020 года у компании было 29,6 млн активных брокерских клиентских счетов с активами в размере $6,69 трлн. Компания управляет 335 филиалами в 46 штатах, а также филиалами в Пуэрто-Рико и Лондоне.

## История
В 1963 году Чарльз Р. Шваб и два других партнёра запустили Инвестиционный индикатор, инвестиционный бюллетень. В самом разгаре у бюллетеня было 3000 подписчиков, каждый из которых платил $84 в год за подписку В апреле 1971 года фирма была зарегистрирована в Калифорнии в качестве First Commander Corporation, дочерней компании Commander Industries, Inc., для традиционных брокерских услуг и публикации инвестиционного бюллетеня Schwab. В ноябре того же года Шваб с четырьмя партнёрами приобрели все акции Commander Industries, Inc., а в 1972 году Шваб купил все акции из того, что было когда-то Commander Industries. В 1973 году название компании изменилось на Charles Schwab & Co., Inc.
В 1975 году Комиссия по ценным бумагам и биржам США разрешала согласованные ставки комиссий, и Шваб занялся брокерской деятельностью. В сентябре 1975 года Schwab открыла первое отделение в Сакраменто, Калифорния, и начала предлагать брокерские услуги. В 1977 году Schwab начала проврдить семинары для клиентов, а к 1978 году у Schwab было 45 тысяч клиентских счетов, эта цифра удвоилась до 84 тысяч в 1979 году. В 1980 году Schwab создала первую в отрасли 24-часовую котировку, а общее количество клиентских счетов выросло до 147 тысяч. В 1981 году Schwab стала членом NYSE, и общее количество клиентских счетов выросло до 222 000. В 1982 году Schwab открыла первый международный офис в Гонконге, а количество клиентских счетов составило 374 тысяч.
В 1983 году компания была куплена Bank of America за $55 млн. В 1984 году компания запустила 140 взаимных фондов без нагрузки. В 1987 году руководство, в том числе Чарльз Р. Шваб, купило компанию у Bank of America за $280 млн.
В 1991 году компания приобрела Mayer & Scweitzer, маркетмейкерскую фирму, позволившую Schwab выполнять заказы своих клиентов, не отправляя их на биржу. В 1997 году Mayer & Schweitzer была оштрафована на 200 тыс. долларов США за то, что осуществляла сделки не на наиболее выгодных условиях для клиентов. В 2000 году подразделение было переименовано в Schwab Capital Markets.
В 1993 году компания открыла свой офис в Лондоне.
В 1995 году была приобретена компания Hampton, основатель которой, Уолтер У. Беттингер, в 2008 году стал главным исполнительным директором Schwab.
В 2000 году Schwab приобрела U.S. Trust за $2,73 млрд. В 2001 году, менее чем через год после приобретения U.S. Trust, дочерняя компания U.S. Trust была оштрафована на $10 млн по делу о нарушении банковской тайны. Требовалось заплатить $5 млн Департаменту банковского обслуживания штата Нью-Йорк и $5 млн Правлению Федерального резерва. 20 ноября 2006 года Schwab объявила о соглашении продать US Trust в Bank of America за $3,3 млрд наличными. Сделка была закрыта во втором квартале 2007 года.
В ноябре 2003 года компания Schwab объявила о приобретении SoundView Technology Group за $345 млн, занимающейся фондовым анализом.
Дэвид С. Поттрак, который провёл 20 лет в брокерской фирме в качестве «правой руки» Чарльза Р. Шваба, делил звание генерального директора с основателем компании с 1998 по 2003 год. В мае 2003 года Шваб ушёл в отставку и дал Поттраку единоличный контроль в качестве генерального директора. 24 июля 2004 года Поттрук покинул правление компании, Чарльз Р. Шваб снова возглавил компанию. Новости об исключении Поттрука из правления пришли после того, как фирма объявила, что общая прибыль снизилась на 10 %, до $113 млн, что во многом обусловлено 26%-м снижением доходов от торговли акциями клиентов.
Вернувшись к контролю, Шваб признал, что компания «потеряла связь с нашим наследием» и быстро переориентировал бизнес на предоставление финансовых консультаций отдельным инвесторам. Он также отказался от выплат гонораров Поттруку. Компания восстановилась, и в 2005 году прибыль и акции начали расти. Цена акций выросла на 151 % с момента ухода Поттрука, и в десять раз с момента возвращения Чарльза Шваба. Чистые передаточные активы компании, или активы, полученные от других фирм, увеличились в четыре раза с 2004 по 2008 год.
Из-за относительно низкой вовлечённости компании в ипотечным бумагам, она в значительной степени смогла избежать потрясений финансового кризиса 2007—2008 годов, которые серьёзно повредили многим конкурентам. Однако она продавала клиентам инструмент под названием YieldPlus, который имел субстандартное ипотечное кредитование, что привело к огромным потерям для некоторых инвесторов.
В 2007 году компания приобрела The 401(k) Company.
22 июля 2008 года Уолтер У. Беттингер, бывший главный операционный директор, был назначен на пост главного исполнительного директора. Чарльз Р. Шваб (Charles R. Schwab) остался исполнительным председателем компании и заявил, что он будет «продолжать выполнять функции очень активного председателя». Беттингер заявил: «Чак и я тесно сотрудничали на протяжении многих лет, готовясь к этому переходу, и мы будем продолжать тесно сотрудничать в наших соответствующих ролях в качестве исполнительного председателя и главного исполнительного директора».
В 2011 году компания приобрела OptionsXpress.
В 2012 году компания приобрела ThomasPartners, компанию по управлению активами.
В октябре 2020 года у Toronto-Dominion Bank была куплена дочерняя компания TD Ameritrade.

## Деятельность
Из выручки в 11,7 млрд долларов за 2020 год чистый процентный доход составил 6,1 млрд (доход 6,5 млрд, расход 0,4 млрд), основная часть активов — ценные бумаги с доходностью 1,78 %, а пассивов — депозиты клиентов под 0,03 % годовых. По сравнению с 2019 годом собственный капитал в 2020 году вырос с 21,7 млрд до 56,1 млрд, а активы с 294 млрд до 549 млрд; рост собственного капитала в основном связан с дополнительной эмиссией акций, которыми было заплачено за TD Ameritrade.
Основные подразделения:
- Услуги инвесторам — брокерские и банковские услуги, в частности пенсионные планы; выручка 8,6 млрд.
- Консультационные услуги — депозитарные, банковские, торговые и другие услуги независимым брокерам; выручка 3,1 млрд.

## Маркетинг
В 2004 году Havas Worldwide (тогда называвшаяся Euro RSCG) была выбрана Чарльзом Швабом в качестве рекламного агентства полного цикла. В феврале 2013 года компания Schwab объявила, что они наняли Crispin Porter + Bogusky (CP + B) в качестве своего ведущего креативного агентства, а Havas Worldwide остаётся создавать объявления для ActiveTrader и OptionsXpress. В марте 2015 года Adweek сообщил о маркетинговых материалах, созданных CP + B для службы Intelligent Portfolio компании Schwab.
Начиная с 2005 года, компания запустила серию телевизионных рекламных роликов с лозунгом «Talk to Chuck». Телевизионная реклама была подготовлена Havas Worldwide (тогда называлась Euro RSCG). Объявления «Talk to Chuck» появлялись в печатных СМИ, в сети, на билбордах и в филиалах.
В 2013 году была запущена рекламная кампания под лозунгом «Собери своё будущее».

## Schwab Charitable Fund
Schwab Charitable Fund является благотворительным фондом, дающий дарителям возможность при желании сохранять анонимность. Профессионально управляемые счета доступны только через независимых консультантов по инвестициям, работающих с Schwab Advisor Services, бизнес-сегментом корпорации Charles Schwab. Он принимает вклады в виде недвижимого имущества, прямых инвестиций или других неденежных активов через благотворительного посредника, а доходы от пожертвования перечисляются на счёт, рекомендованный дарителями. Посредник отдельно рассматривает каждое пожертвование, обычно оно должно превышать 250 тыс. долларов США.